# Real Salt Lake
El Real Salt Lake es un equipo de fútbol de los Estados Unidos, de la ciudad de Salt Lake City en Utah. Fue fundado en 2004 por la expansión de la liga, y juega en la Conferencia Oeste de la Major League Soccer de los Estados Unidos.
El 22 de noviembre de 2009, Real Salt Lake se consagró campeón de la MLS Cup por primera vez tras vencer a Los Angeles Galaxy en la tanda de penales por 5-4.

## Historia
Fundado en 2004 por una expansión de la liga que incluyó al Chivas USA y que provocó que el Kansas City Wizards pasase de la Conferencia Oeste a la Conferencia Este.
El nombre "Real" que distingue al club es fruto de la admiración de su expresidente, Dave Checketts, declarado seguidor del Real Madrid. Además, en septiembre de 2006, el equipo cerró un importante acuerdo con el equipo español en el que se comprometen a colaborar durante 10 años en la creación de escuelas, la difusión de los contenidos televisivos y la participación del equipo en amistosos como el que disputó el Real Madrid en el verano de 2006, enfrentándose al Real Salt Lake.
Curiosamente, los colores del uniforme del equipo representan los mismos que los de la selección de fútbol de España.
En la Temporada 2009 consiguió ganar su primera MLS Cup ganando en la final a Los Angeles Galaxy en la tanda de penales después de empatar en un partido que iba perdiendo. El 5 de abril de 2011 se convierte en el primer equipo estadounidense en avanzar a la Final de la Concacaf Liga de Campeones al derrotar por un marcador global de 3-2 al Deportivo Saprissa de Costa Rica. En la final enfrentó al Monterrey de México. Final que pierde por marcador de 1-0, con gol del delantero chileno del club mexicano, Humberto Suazo, venciendo al portero Nick Rimando. En 2013 perdió las dos finales contra Sporting Kansas City (MLS Cup) y ante D.C. United (U.S. Open Cup).

## Uniforme
- Uniforme titular: Camiseta roja con mangas azules y rojas, pantalón rojo, medias rojas.
- Uniforme alternativo: Camiseta blanca, pantalón blanco y medias blancas.

### Indumentaria y patrocinador
| Período       | Proveedor |
| ------------- | --------- |
| 2005-presente | Adidas    |

| Período         | Patrocinador     |
| --------------- | ---------------- |
| 2005 – 2006     | Sin Patrocinante |
| 2007 – 2013     | XanGo            |
| 2014 – Presente | LifeVantage      |

### Evolución del Uniforme

#### Local
| 2005      | 2006–2007 | 2008–2009 | 2010–2011 | 2012–2013 | 2014-2015 | 2016-2017 | 2018-2019 | 2020-2021 |
| 2022-2023 | 2024-     |           |           |           |           |           |           |           |

#### Visita
| 2005      | 2006–2007 | 2008–2009 | 2010–2011 | 2012–2014 | 2015-2016 | 2017-2018 | 2019-2020 | 2021-2022 |
| 2023-2024 | 2025-     |           |           |           |           |           |           |           |

#### Tercero
| 2008 | 2010 |

## Estadio

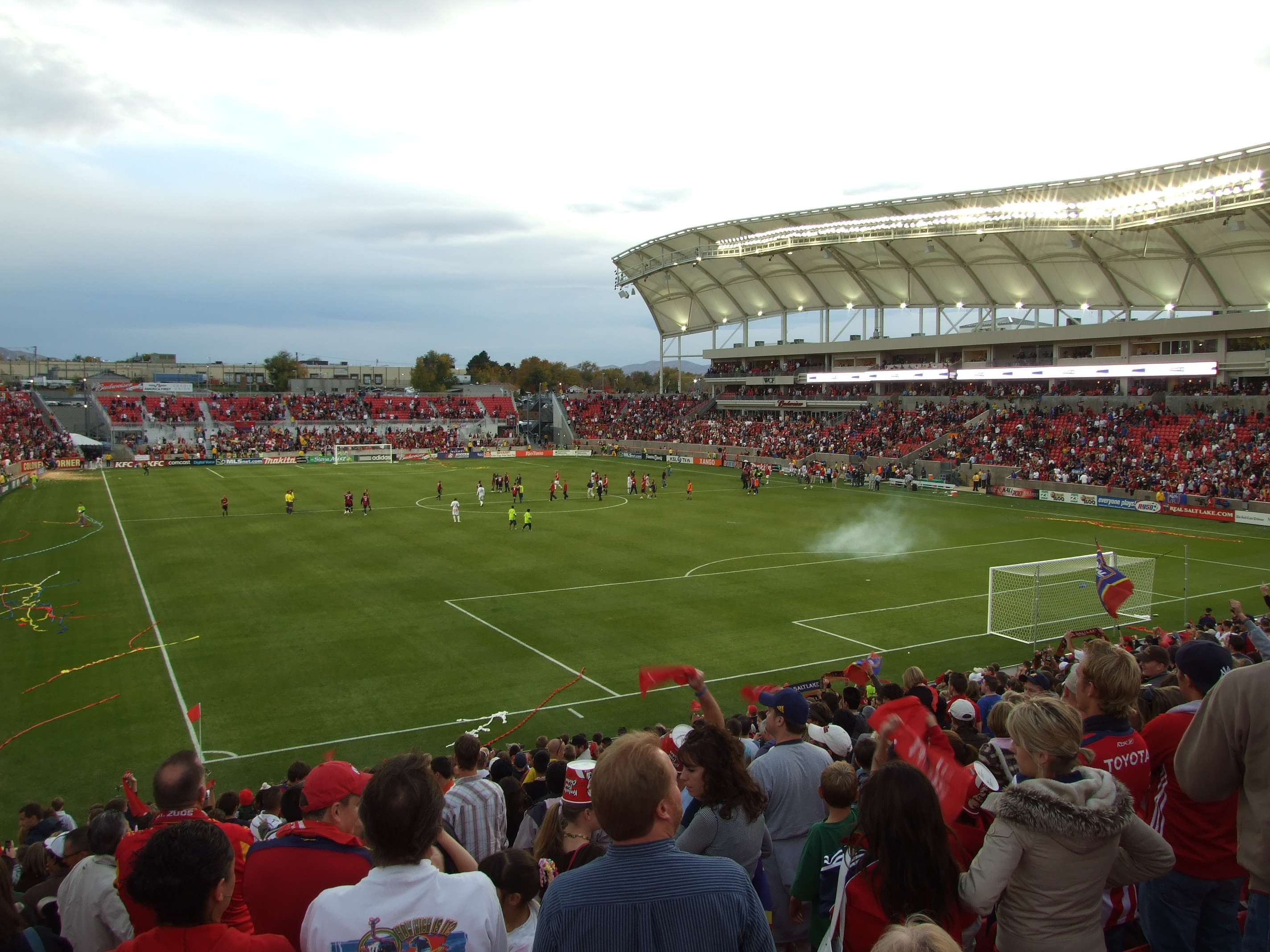
Rio Tinto Stadium, sede del Real Salt Lake desde 2008.

- Rice-Eccles Stadium; Salt Lake City, Utah (2005–2008)
- Rio Tinto Stadium; Sandy, Utah (2008–presente)

Juega en el Rio Tinto Stadium, un estadio específico de fútbol inaugurado en 2008 con una capacidad de 20.000 espectadores.

## Datos del club
- Temporadas en MLS: 16 (2005 - ).
- Mayor goleada conseguida: 6-0 New England Revolution (25 de abril de 2009).
- Mayor goleada en contra: 0-6 New York Red Bulls (25 de agosto de 2006).
- Mejor puesto en la liga: 1° en la Conferencia Oeste (2009) 2.º en la Conferencia Oeste en 2010 y 2013.
- Peor puesto en la liga: 5.º (2005) , 6.º (2006) (2007).
- Máximo goleador:  Álvaro Saborío (76).
- Portero menos goleado:  Nick Rimando (51).
- Más partidos disputados:  Andy Williams (189) .
- Primer partido en la historia del club: MetroStars 0 - 0 Real Salt Lake (1 de abril de 2005)
- Participaciones en torneos internacionales oficiales:
  - Liga de Campeones de la Concacaf (2): 2010-11, 2012-13.

## Jugadores

### Números retirados
9 –  Jason Kreis (Jugador/Entrenador)

### Más apariciones en club
- Actualizado al 17 de octubre de 2024.

| # | Jugador        | Años                | Liga | Playoffs | Copas Nacionales | Copas Internacionales | Total |
| - | -------------- | ------------------- | ---- | -------- | ---------------- | --------------------- | ----- |
| 1 | Nick Rimando   | 2006–2019           | 369  | 27       | 4                | 20                    | 420   |
| 2 | Kyle Beckerman | 2007–2020           | 351  | 27       | 10               | 20                    | 408   |
| 3 | Javier Morales | 2007–2016           | 240  | 21       | 11               | 20                    | 292   |
| 4 | Chris Wingert  | 2007–2014 2016–2018 | 247  | 19       | 9                | 14                    | 289   |
| 5 | Tony Beltran   | 2008–2019           | 245  | 13       | 11               | 17                    | 286   |

### Máximos goleadores
- Actualizado al 17 de octubre de 2024.

| # | Jugador        | Años      | Liga | Playoffs | Copas Nacionales | Copas Internacionales | Total |
| - | -------------- | --------- | ---- | -------- | ---------------- | --------------------- | ----- |
| 1 | Álvaro Saborío | 2010–2015 | 63   | 4        | 2                | 10                    | 79    |
| 2 | Javier Morales | 2007–2016 | 50   | 3        | 3                | 4                     | 60    |
| 3 | Damir Kreilach | 2018–2023 | 48   | 4        | 4                | 0                     | 56    |
| 4 | Joao Plata     | 2013–2019 | 45   | 1        | 5                | 2                     | 53    |
| 5 | Albert Rusnák  | 2017–2022 | 41   | 1        | 0                | 0                     | 42    |

## Entrenadores
- John Ellinger (2005-2007).
- Jason Kreis (2007-2013).
- Jeff Cassar (2014-2017).
- Darryl Shore (2017). (interino)
- Mike Petke (2017-2019).
- Freddy Juárez (2019-2021).
- Pablo Mastroeni (2021-).

## Palmarés

### Torneos nacionales
| Competición nacional     | Títulos | Subtítulos |  |
| ------------------------ | ------- | ---------- |  |
| MLS                      | 2009.   |            |  |
| MLS Cup                  |         | 2013.      |  |
| Lamar Hunt U.S. Open Cup |         | 2013       |  |

### Torneos internacionales
| Competición             | Títulos | Subtítulos |  |
| ----------------------- | ------- | ---------- |  |
| Concacaf Liga Campeones |         | 2010-11.   |  |

### Torneos amistosos
- Rocky Mountain Cup (5): 2007, 2008, 2009, 2010, 2011, 2012.
- Carolina Challenge Cup (1): 2009.